# 白唇槽舌兰
白唇槽舌兰（学名：Holcoglossum subulifolium）为兰科槽舌兰属下的一个种。